# Galesburg, Illinois
Galesburg, Illinois là một thành phố thủ phủ của quận Knox trong bang Illinois, Hoa Kỳ. Thành phố có tổng diện tích km², trong đó diện tích đất là km². Theo điều tra dân số Hoa Kỳ năm 2010, thành phố có dân số 32.195 người. Galesburg là thành phố chính của khu vực thống kê đô thị Galesburg, trong đó bao gồm tất cả các quận Knox và Warren.